# Varanus primordius
Varanus primordius là một loài thằn lằn trong họ Varanidae. Loài này được Mertens mô tả khoa học đầu tiên năm 1942.